# Južno Zadunavlje
Južno Zadunavlje (negdje i kao "Podunavlje" i "Prekodunavlje") (mađarski: Dél-Dunántúl) je jedna od sedam mađarskih statističkih regija.

## Zemljopis
Ova regija sastoji se od Baranjske, Šomođske i Tolnanske županije. Najveći grad i upravno središte regije je Pečuh. Ova regija, točnije Baranjska i Šomođska županija, graniče s Republikom Hrvatskom.

## Vanjske poveznice
Regionalni portal